# Nicolas Bertin
Nicolas Bertin, född 1667 i Paris, död 11 april 1736 i Paris, var en fransk rokokokonstnär. 
Bertin studerade för Jean Jouvenet och Bon Boullogne. Han tilldelades Prix de Rome 1685 för Noa bygger arken. Med receptionsstycket Hercules befriar Prometheus (Louvren) antogs han 1703 vid Académie Royale de Peinture et de Sculpture. 
Bertin är representerad vid Nationalmuseum med Bacchus och Ariadne och vid Louvren med Faethon kör solvagnen.

## Bildgalleri

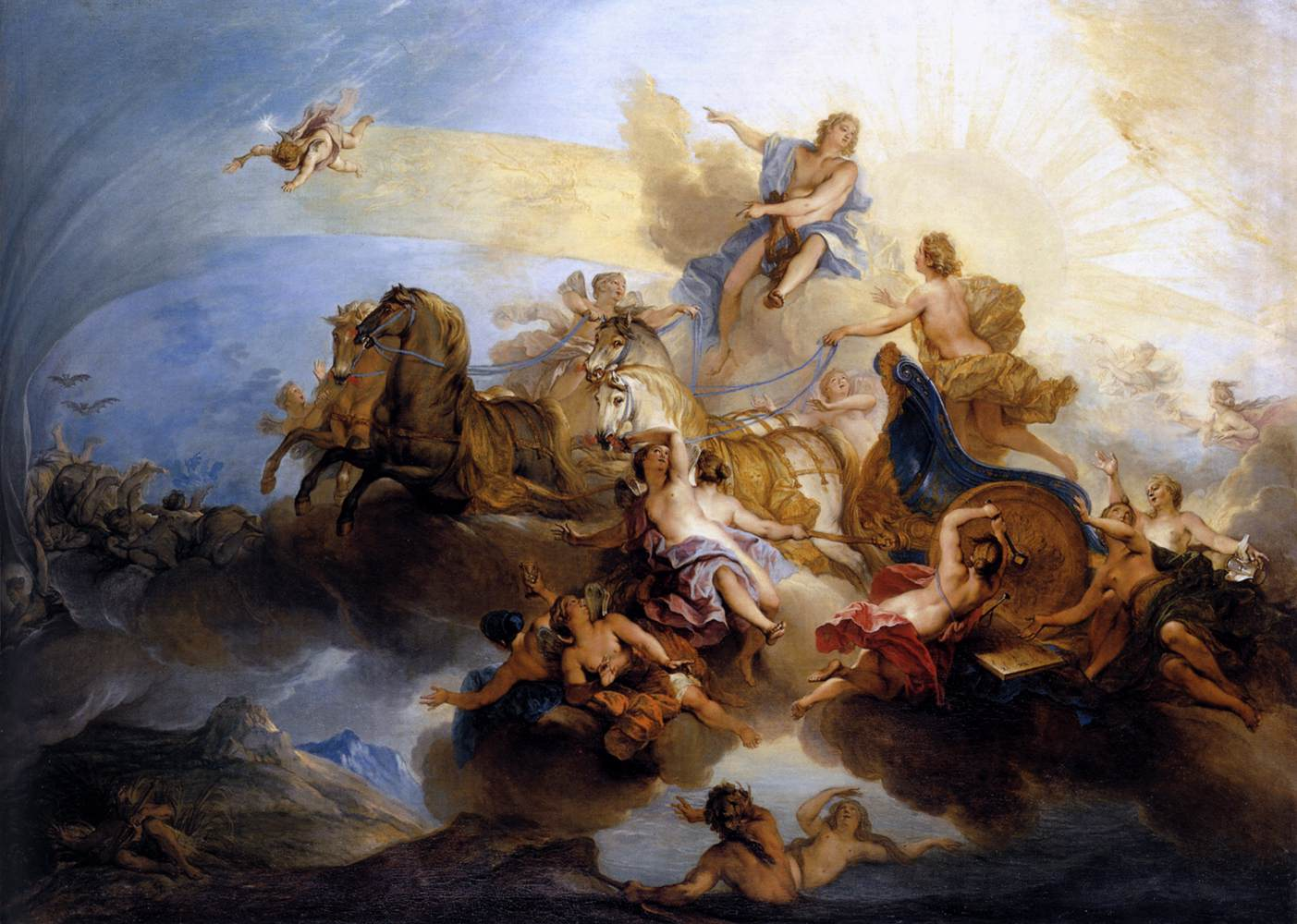
Faethon kör solvagnen (cirka 1715–1720), Louvren.
Bacchus och Ariadne (utan årtal), Nationalmuseum.